# Spontane splijting
Spontane splijting is kernsplijting als onderdeel van een vervalproces dat vooral voor actiniden en transurane elementen steeds belangrijker wordt naarmate de atoommassa toeneemt. Spontane kernsplijting wordt veroorzaakt door een te hoge, positieve elektrische lading ten opzichte van het aantal neutronen in de kern. Daardoor kan de afstoting tussen de positief geladen protonen niet meer gecompenseerd worden door de sterke kernkracht tussen protonen en neutronen. Bij spontane splijting valt de hele kern in twee nieuwe kernen uiteen. Deze nieuwe kernen hebben een atoomnummer (Z) en een massagetal (A) dat ruwweg de helft bedraagt van de moederkern.

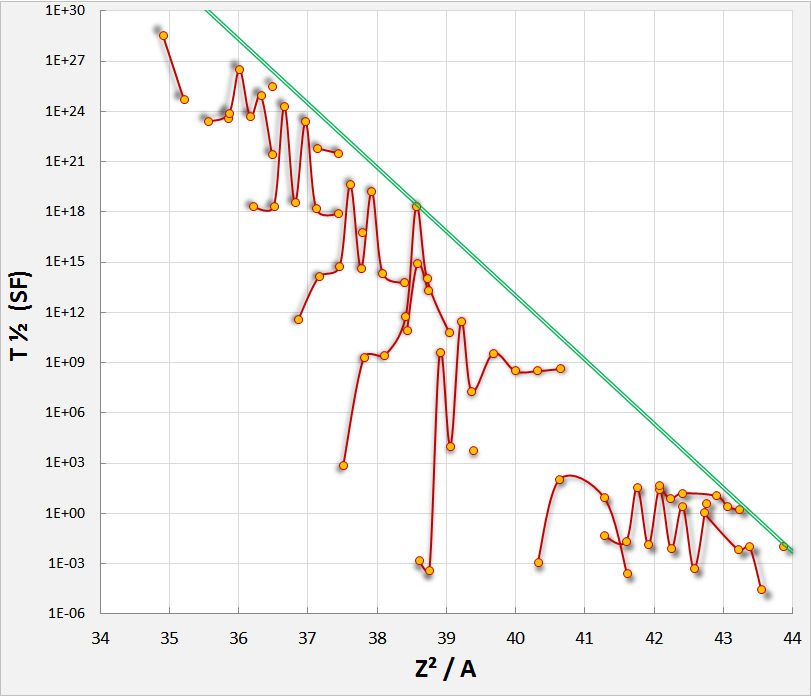
Spontane splijting halveringstijd (in ms) van verschillende nucliden, afhankelijk van hun Z²/A-verhouding. Nucliden van hetzelfde element zijn gekoppeld aan een rode lijn. De groene lijn toont de bovenste limiet van de halveringstijd.

Voorbeelden:
{\displaystyle {\ce {^{238}_{92}{U}-> ^{140}_{54}Xe\ + ^{96}_{38}Sr + 2 ^1_0n}}}
of
{\displaystyle {\ce {^{238}_{92}{U}-> ^{133}_{51}Sb\ + ^{102}_{41}Nb + 3 ^1_0n}}}
| Z   | Nuclide | Z2/A | Halveringstijd | Kans        | Kans               |
| Z   | Nuclide | Z2/A | Halveringstijd | Alfadeeltje | Spontane splijting |
| --- | ------- | ---- | -------------- | ----------- | ------------------ |
| 090 | 232Th   | 34,9 | 1,405·1010 a   | ≈ 100 %     | < 1,0·10−9 %       |
| 092 | 235U    | 36,0 | 7,038·108 a    | ≈ 100 %     | 7,0·10−9 %         |
| 092 | 238U    | 35,6 | 4,468·109 a    | ≈ 100 %     | 5,45·10−5 %        |
| 094 | 239Pu   | 37,0 | 2,411·104 a    | ≈ 100 %     | 3,0·10−10 %        |
| 094 | 240Pu   | 36,8 | 6,56·103 a     | ≈ 100 %     | 5,75·10−6 %        |
| 098 | 252Cf   | 38,1 | 2,64 a         | 96,908 %    | 3,092 %            |
| 100 | 254Fm   | 39,4 | 3,240 h        | 99,9408 %   | 0,0592 %           |
| 106 | 258Sg   | 43,6 | 2,9 ms         | 0 %         | ≈ 100 %            |